# シンフォニエッタ (ルーセル)
『弦楽のためのシンフォニエッタ』（仏: Sinfonietta pour orchestre à cordes）作品52, L. 66 は、アルベール・ルーセルが1934年に作曲した弦楽合奏曲。

## 概要
ルーセルは『交響曲第3番 ト短調』（作品42, L. 53）を発表した後に、一時死亡説が出るほどの重い肺炎に罹ったが、幸いにも命を取り留め、しばらく療養して回復に努めることとなった。その回復期に女性指揮者ジャーヌ・エヴラール（Jane Évrard, 1893年 - 1984年）より依頼されて作曲したのが本作である。作曲は1934年の7月から8月にかけて進められ、第2、第3楽章が出来上がった後に第1楽章が作られた。同年にデュランから出版されエヴラールに献呈された。
初演は同年11月19日にパリのサル・ガヴォーにて、エヴラールの指揮する女性のみで結成されたオーケストラにより行われた。

## 楽器編成
弦五部。

## 曲の構成
全3楽章、演奏時間は約9分。
- 第1楽章 アレグロ・モルト
ニ短調、4分の3拍子、ソナタ形式。
冒頭からいきなりヴァイオリンで精力的な第1主題が奏された後、ややテンポを落としてヴィオラ、チェロに歌謡的な第2主題が現れる。フガート風の展開部を経て第1主題が再現された後に、ヘ長調で簡潔に終わる。

- 第2楽章 アンダンテ
4分の3拍子。
極めて短い楽章で第3楽章の序奏的な意味合いが強い。堂々とした旋律が徐々に緊迫感を増しながら奏され次の楽章を準備する。第3楽章とはアタッカで結ばれている。

- 第3楽章 アレグロ
ニ長調、4分の2拍子、ロンド形式とソナタ形式が折衷された形を採る。
行進曲風のロンド主題とディヴェルティメント風の副主題から成る。